# Rühler Moor
Das Rühler Moor ist ein Naturschutzgebiet in der niedersächsischen Stadt Meppen und den Gemeinden Geeste und Twist im Landkreis Emsland.
Das Naturschutzgebiet mit dem Kennzeichen NSG WE 256 ist circa 708 Hektar groß. Es steht seit dem 1. September 2007 unter Naturschutz. Zuständige untere Naturschutzbehörde ist der Landkreis Emsland.
Das Naturschutzgebiet liegt südwestlich von Meppen im Internationalen Naturpark Bourtanger Moor-Bargerveen und ist Bestandteil des Bourtanger Moores. Das Gebiet stellt ein Hochmoorgebiet unter Schutz, das zum Zeitpunkt der Unterschutzstellung noch großflächig industriell abgetorft wurde. Der Torfabbau endet zwischen 2015 und 2023.[veraltet] Nach dem Ende des Torfabbaus werden die Moorflächen wie die bereits abgetorften Flächen durch Wiedervernässung der Renaturierung zugeführt. 
Im Schutzgebiet sind naturnahes Hochmoor und Hochmoorregenerationsstadien, Moorheiden und Birkenbruchwald zu finden. In den Randbereichen des Naturschutzgebietes werden Flächen teilweise als Grünland landwirtschaftlich genutzt.
Neben dem Torfabbau befinden sich im Südwesten des Naturschutzgebietes Einrichtungen zum Fördern von Erdgas und Erdöl. Im Süden des Naturschutzgebietes verläuft ein knapp 2 km langes Teilstück des rund 11 km langen Moor-Energie-Erlebnispfades, der vom Emsland Moormuseum bei Geeste-Groß Hesepe zum Erdöl-Erdgas-Museum in Twist verläuft. An mehreren Stationen auf der Strecke werden Informationen zum Thema Moor, Erdöl- und Erdgasförderung und Landwirtschaft gegeben. Die Stationen zu den Themen „Torfentstehung und -abbau“, „Erdöl-Erdgas-Förderung“ und „Renaturierung“ befinden sich im bzw. am Rand des Naturschutzgebietes.